# Metiochodes trilineatus
Metiochodes trilineatus är en insektsart som beskrevs av Lucien Chopard 1936. Metiochodes trilineatus ingår i släktet Metiochodes och familjen syrsor. Inga underarter finns listade i Catalogue of Life.